# Гонгда
Гонгда — река в Эвенкийском районе Красноярского края России, левый приток Курейки. Длина реки 128 км (от истока Левой Гонгды), площадь бассейна 2000 км².
Исток Левой Гонгды находится в восточной части плато Путорана на высоте более 926 м над уровнем моря. Течёт преимущественно на юг, перед устьем поворачивает на юго-запад. Течёт по широкой холмистой, местами заболоченной, долине. Протекает через озёра Гонгда и Проточное, в пойме реки многочисленные некрупные озёра. Впадает в Курейку слева в 747 км от устья на высоте менее 642 м над уровнем моря. Ширина в нижнем течении — 25 м при глубине 0,7 м, скорость течения в низовьях — 0,6 м/с.

## Основные притоки
Указаны поименованные притоки длиной 20 км и более.
| Название  | Расстояние от устья | Длина | Положение |
| --------- | ------------------- | ----- | --------- |
| Трубка    | 21                  | 39    | левый     |
| Нэкулякит | 51                  | 25    | правый    |
| Хуричи    | 78                  | 28    | левый     |

## Данные водного реестра
По данным государственного водного реестра России и геоинформационной системы водохозяйственного районирования территории РФ, подготовленной Федеральным агентством водных ресурсов:
- Бассейновый округ — Енисейский
- Речной бассейн — Енисей
- Речной подбассейн — Енисей ниже впадения Нижней Тунгуски
- Водохозяйственный участок — Курейка от истока до Курейского гидроузла.
- Код водного объекта — 17010800112116100100030